# Paula Bzura
Paula Bzura (Białystok, 4 settembre 1990) è una pattinatrice di short track polacca.

## Palmarès

### Europei
- 1 medaglia:
  - 1 bronzo (staffetta a Malmö 2013).